# 239
239（二百三十九、にひゃくさんじゅうきゅう）は自然数、また整数において、238の次で240の前の数である。 

## 性質
- 239は52番目の素数である。1つ前は233、次は241。
  - 約数の和は240。
- 239と241は17番目の双子素数である。1つ前は (227, 229)、次は (269, 271)。
- 17番目のソフィー・ジェルマン素数である。1つ前は233、次は251。
- 239 = 239 + 0 × ω (ωは1の虚立方根)
  - a + 0 × ω (a > 0) で表される27番目のアイゼンシュタイン素数である。1つ前は233、次は251。
- 239 = 239 + 0 × i (iは虚数単位)
  - a + 0 × i (a > 0) で表される28番目のガウス素数である。1つ前は227、次は251。
  - ガウス素数かつアイゼンシュタイン素数である13番目の素数。1つ前は227、次は251。
- 23…39 の形の最小の素数である。次は2339。ただし挟まれた数は無くてもいいとすると最小は29。(オンライン整数列大辞典の数列 A177419)
  - 29, 239, 2339, 23339は全て素数であり、かつ全てソフィー・ジェルマン素数でもある。
- 末尾の2桁が39の2番目の素数である。1つ前は139、次は439。(オンライン整数列大辞典の数列 A268858)
- 239 + 932 = 1171
  - 239を逆順に並べた932を加えると1171と素数になる。素数において逆順に並べた数を加えても素数になる2番目の数である。1つ前は229、次は241。(オンライン整数列大辞典の数列 A061783)
- 239 = 35 − 4
  - 3n − 4 の形の3番目の素数である。1つ前は23、次は10460353199。(オンライン整数列大辞典の数列 A156555)
- ウェアリングの問題で9個の立方数が必要な最大の数である。
13 + 13 + 13 + 33 + 33 + 33 + 33 + 43 + 43 = 239
  - 立方数が9個必要なのは他に23しかない。
- 2392 + 1 = 2 × 134 = 57122
  - x > 239 ならば x2 + 1 は必ず 13 より大きい素因数を持つ(Størmer, 1897)。
  - x2 + 1 = 2y4 の自然数解は (1, 1) と (239, 13) のみである (Ljunggren, 1966)。
- 1500までの素数は239個ある。1つ前の1400までは222個、次の1600までは251個。(オンライン整数列大辞典の数列 A028505)
- {\displaystyle 4\arctan {1 \over 5}-\arctan {1 \over 239}={\pi  \over 4}}。これはマチンの公式とよばれ、円周率πを求めるための計算式の一つ。
- 239/169 = 1.414201...　であり、√2 の近似値。
- 1/239 = 0.0041841... (下線部は循環節で長さは7)
  - 逆数が循環小数になる数で循環節が7になる最小の数である。次は478。
  - 循環節が n になる最小の数である。1つ前の6は7、次の8は73。(オンライン整数列大辞典の数列 A003060)
- 14番目の 8n − 1 型の素数である。この類の素数は x2 − 2y2 と表せるが、239 = 172 − 2 × 52 である。1つ前は223、次は263。
- 各位の平方和が 94 になる最小の数である。次は293。(オンライン整数列大辞典の数列 A003132)
  - 各位の平方和が n になる最小の数である。1つ前の93は258、次の95は1239。(オンライン整数列大辞典の数列 A055016)
- 各位の立方和が764になる最小の数である。次は293。(オンライン整数列大辞典の数列 A055012)
  - 各位の立方和が n になる最小の数である。1つ前の763は1558、次の765は1239。(オンライン整数列大辞典の数列 A165370)
- 239 = 152 + 15 − 1 = 162 − 16 − 1
  - n = 15 のときの n2 + n − 1 の値とみたとき1つ前は209、次は271。(オンライン整数列大辞典の数列 A028387)
    - この形の11番目の素数である。1つ前は181、次は271。(オンライン整数列大辞典の数列 A002327)
- 239 = 44 − 42 − 1
  - n = 4 のときの n4 − n2 − 1 の値とみたとき1つ前は71、次は599。
    - n4 − n2 − 1 の形の3番目の素数である。1つ前は71、次は599。(オンライン整数列大辞典の数列 A174822)
- 23が9番目の素数を表した数である。n = 9 のときの素数 p (n) と n 番目を並べた数とみたとき1つ前は198、次は2910。(オンライン整数列大辞典の数列 A075110)
- 各位の和が14になる12番目の数である。1つ前は194、次は248。
  - 各位の和が14になる数で素数になる4番目の数である。1つ前は167、次は257。(オンライン整数列大辞典の数列 A106756)

## その他 239 に関連すること
- 西暦239年
- 紀元前239年
- 年始から数えて239日目は8月27日、閏年では8月26日。
- プルトニウム239（239Pu）は原子炉燃料や核爆弾に利用される。
- 第239代ローマ教皇はクレメンス10世（在位：1670年4月29日～1676年7月22日）である。
- UFC 239
- ウラン239
- 波号第二百三十九潜水艦
- エルコスの祈りは、劇団四季のミュージカル。2002年までは「エルリックコスモスの239時間」の名で上演されていた。